# The Weeknd
Abel Makkonen Tesfaye, bolj znan kot The Weeknd, kanadski glasbenik, pevec, tekstopisec in producent, * 16. februar 1990, Toronto, Kanada. 
Weeknd je zaradi svoje vsestranskosti vokalnega sloga, glasbene produkcije in ekscentrične predstavitve pogosto naveden kot vpliv na sodobno glasbo. Svojo glasbeno kariero je začel leta 2010, ko je na YouTubu anonimno objavil več pesmi. Leto kasneje je izdal mixtape House of Balloons, Thursday in Echoes of Silence in si zaradi svojega temnega R&B stila ter mističnosti okoli njegove identitete hitro prislužil kritično priznanje več osrednjih publikacij in pridobil številne oboževalce. Leta 2012 je podpisal pogodbo z Republic Records in ponovno izdal mixtape v obliki kompilacijskega albuma Trilogy (2012). Njegov prvi studijski album Kiss Land je izšel leta 2013. Sledil mu je Beauty Behind the Madness (2015), ki je bil eden najbolje prodajanih albumov leta 2015. Beauty Behind the Madness je na 59. podelitvi grammyjev (2016) zmagal v kategoriji najboljši sodobni urbani album, nominiran pa je bil tudi za album leta. Na njem sta izšla singla "Can't Feel My Face" in "The Hills", ki sta osvojila vrh Billboardove lestvice Hot 100.
Tudi njegov tretji album Starboy (2016) je bil komercialno uspešen in je bil na podelitvi nagrad grammy leta 2018 razglašen za najboljši sodobni urbani album. Vključeval je istoimenski singel, s katerim se je ponovno zavihtel na 1. mesto Billboardove lestvice Hot 100. Enako uspešni so bili singli "Heartless", "Save Your Tears" in "Blinding Lights" z njegovega četrtega albuma After Hours (2020). "Blinding Lights" je postal prva pesem, ki je več kot leto dni preživela v prvi deseterici lestvice.
The Weeknd velja za enega najbolje prodajanih glasbenikov na svetu, saj je doslej prodal več kot 75 milijonov plošč. Osvojil je tri nagrade grammy, pet ameriških glasbenih nagrad, devet Billboardovih glasbenih nagrad, dve nagradi MTV Video Music Awards in devet nagrad juno, nominiran pa je bil tudi za oskarja. Podrl je več rekordov na lestvicah; bil je prvi glasbenik, ki je hkrati zasedel prva tri mesta na lestvici Billboard Hot R&B Songs s "Can't Feel My Face", "Earned It" in "The Hills". Od Kanadskega pločnika slavnih je prejel nagrado Allana Slaighta.